# パールハーバー・ヒッカム統合基地
パールハーバー・ヒッカム統合基地（パールハーバー・ヒッカムとうごうきち、英語: Joint Base Pearl Harbor–Hickam）は、ハワイ州ホノルルに位置するアメリカ軍の基地である。2010年にアメリカ空軍のヒッカム空軍基地とアメリカ海軍のパールハーバー海軍基地が統合して誕生した基地で、2005年に基地再編および閉鎖委員会の提案に基づき新設された12か所の統合基地の一つである。
ハワイ海軍地域の一部であり、機能ベースで統合された海軍および共同作戦の基本運用サポートを提供している。

## パールハーバー海軍基地
パールハーバー海軍基地には太平洋艦隊の司令部が置かれている。
パールハーバー海軍基地はホノルルから8マイル（13 km）に位置し、水上艦と潜水艦（原子力潜水艦）の停泊と岸側のサポート、および整備と訓練を提供する。乾ドックを含む艦隊で最大の艦船に対応でき、現在160を超える部隊がある。 住居・人員・家族のサポートも提供されており、常勤および一時的な人員の両方を含む海岸側の活動の不可欠な部分となっている。
パールハーバー海軍基地は中部太平洋で唯一の潜水艦の中間整備施設であるため、多数の潜水艦が寄港する。
ハワイ州ワヒアワの海軍太平洋地域コンピューターおよび遠距離通信基幹局（英語: Naval Computer and Telecommunications Area Master Station Pacific、略称：NCTAMS PAC）は、世界最大の通信施設となっている。この施設の本部は、ワヒアワの北約3マイルのオアフ島の中央部に所在する。

## ヒッカム空軍基地
ヒッカム空軍基地は、アメリカ陸軍航空隊の先駆者であるホレース・ミーク・ヒッカム中佐にちなんで命名された。太平洋空軍（英語: Pacific Air Forces、略称：PACAF）の司令部が所在する。
ヒッカム空軍基地は、対テロ戦争を支援する戦略的空軍機動部隊と作戦任務およびアメリカインド太平洋軍（英語: United States Indo-Pacific Command、略称：USINDOPACOM）と太平洋空軍を支援する特別航空任務の起点であり続けている。
2009年、この基地は、ハワイのカイルアでのバラク・オバマ大統領のクリスマス休暇中にエアフォースワンの一時的な運用拠点として使用された。

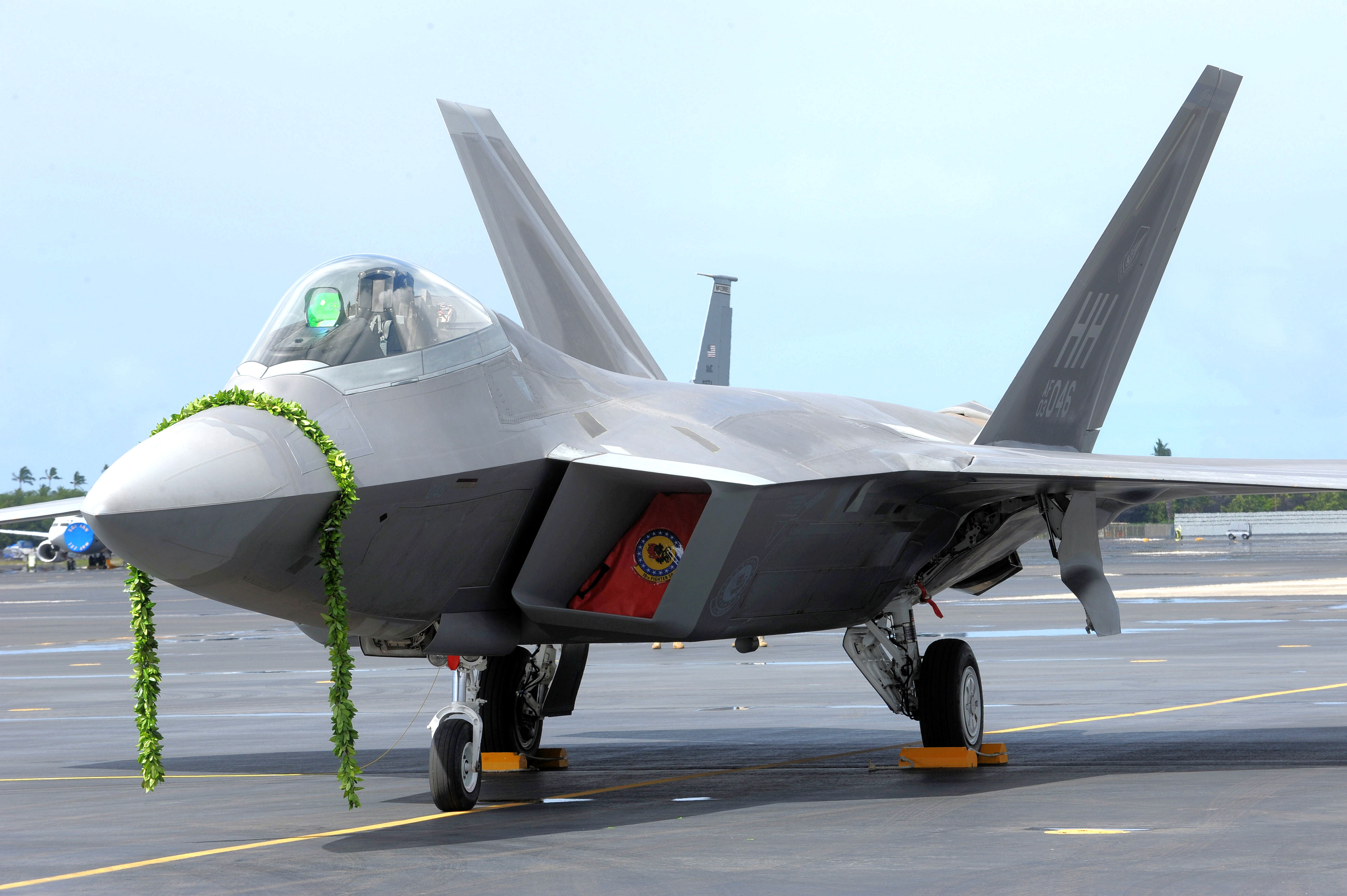
ハワイ空軍州兵（英語版）のF-22A
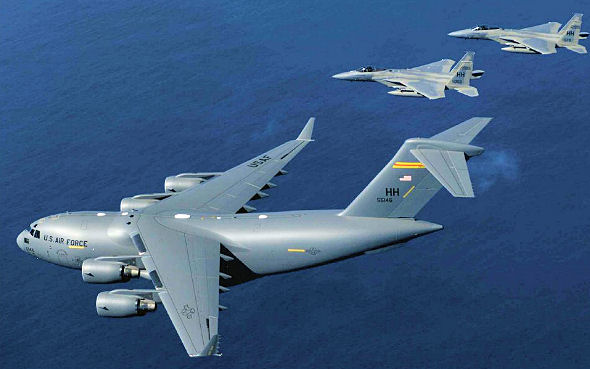
ハワイ空軍州兵のC-17AおよびF-15（2008年）
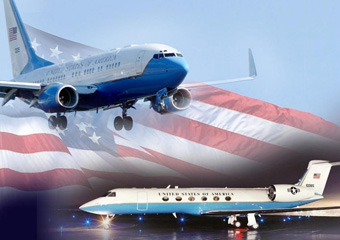
第65空輸飛行隊特殊航空ミッションDV航空機
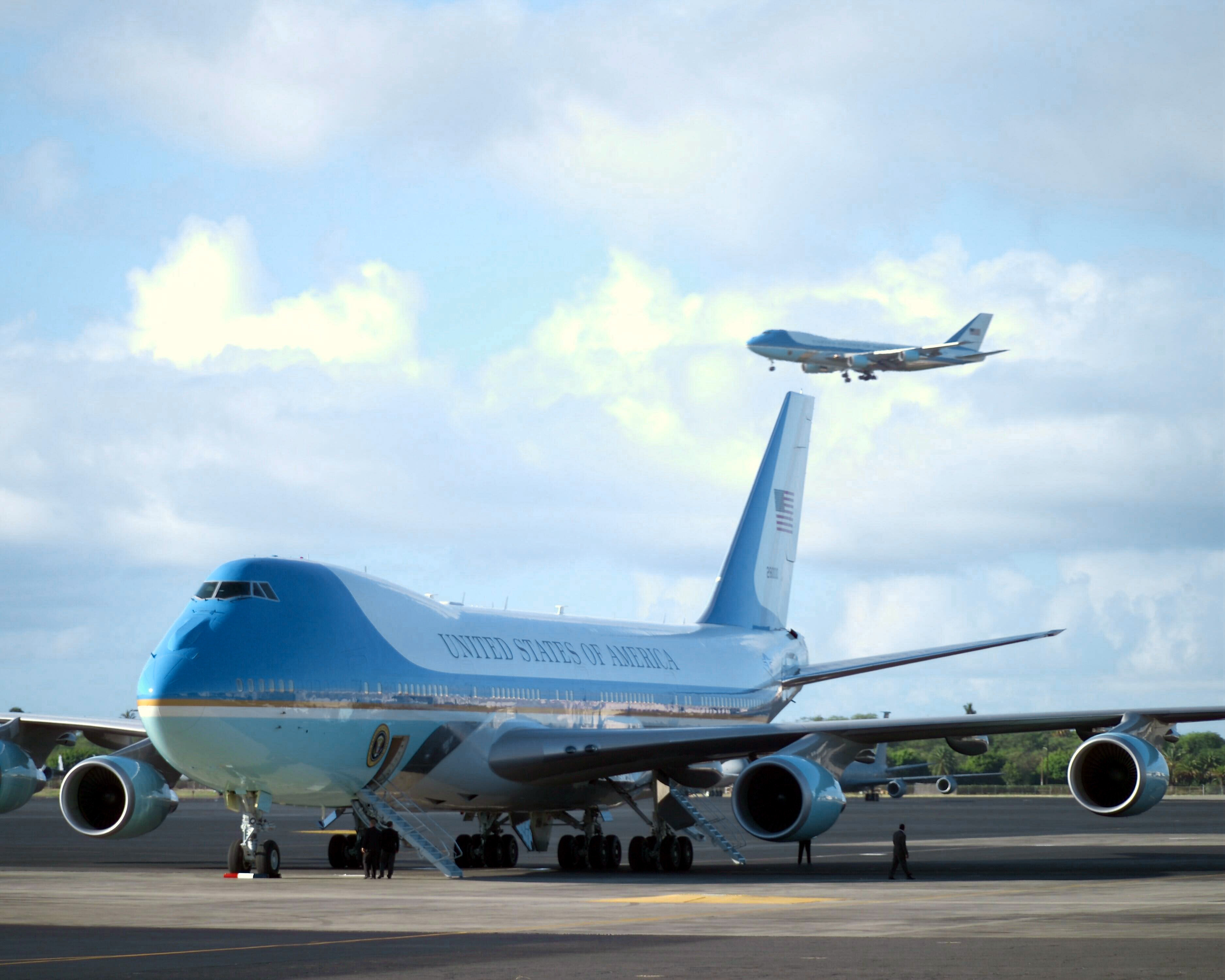
エアフォースワン（空中）とジョージ・W・ブッシュによる2003年の訪問中の地上でのそのバックアップ